# Centre de notifications (Apple)
Le centre de notification est une fonctionnalité d'iOS, macOS, iPadOS et de watchOS permettant d'afficher les notifications lorsque l'écran d'accueil est verrouillé.

## Histoire
Publié avec iOS 5 en octobre 2011, le centre de notifications est mis à disposition sur les Mac sous OS X Mountain Lion depuis juillet 2012.

## Fonctionnalités
Le centre de notifications est mis en place sous iOS 5 pour remplacer le système précédent de gestion des notifications pop-up. Plutôt que d'interrompre l'utilisateur par une alerte, une bannière en haut de l'écran s'affiche. Cette bannière peut être "persistante" ou "temporaire" en fonction du choix de l'utilisateur. Les utilisateurs choisissent également la façon dont les notifications sont disposées sur l'écran :
- Nombre : savoir combien de notifications sont arrivées (sans aucunes autres informations)
- Pile : Toutes les notifications sont empilées en bas de l'écran, il suffit de cliquer pour les avoirs sous la forme "Liste"
- Liste : Toutes les notifications apparaissent dans l'ordre d'ancienneté

Les notifications peuvent être groupées ou non en fonction de leur application.
Pour supprimer une notifications, l'utilisateur balayent la notification vers la gauche, il est également possible, en cliquant sur "option" en balayant vers la gauche, de prendre des actions sur les notifications de l'application (Pas d'alertes pendant une heure, désactiver les notifications..)
Les utilisateurs peuvent également autoriser ou non l'aperçu des notifications lorsque l'appareil est verrouillé.
Sous macOS, le centre de notification comprend les widgets météo et bourse.
iOS 15 introduit la fonctionnalité, "résumé de notification" qui permet, selon Apple, de "réduire le nombre de distractions". Le résumé s'affiche à l'heure de la journée à laquelle vous l'avez programmé et regroupe toutes les notifications de la journée. Le résumé classe les notifications les plus importantes.
Les développeurs utilisent l'Apple Push Notification service (APNs) pour envoyer des notifications aux utilisateurs.

### Concentration
Le mode concentration (Focus en anglais) permet de créer différents modes de concentration en fonction des activités (exemple : Ne pas déranger, Travail, Gaming...) Ces modes permettent d'autoriser ou non la diffusion des notifications de certaines applications ou personnes. Les notifications n'émettent alors, aucun son et sont affichées en dessous du nom de votre mode. Ces modes sont synchronisés sur tous les appareils du compte Apple.

### Notification "Urgentes" et "Critiques"
Ces notifications apparaissent sur l'écran et emmènent un son même si le son est coupé ou que l'appareil est en mode concentration. Elles sont principalement utilisées pour les alertes météorologique ou par le dispositif FR-ALERT.